# Паскал Папе
Паскал Папе (енгл. Pascal Papé; 5. октобар 1980) професионални је рагбиста и дугогодишњи француски репрезентативац који тренутно игра за шампиона Француске Стад Франс.

## Биографија
Висок 195 цм, тежак 118 кг, Папе игра на позицији скакача у другој линији мелеа (енгл. Lock). У каријери је пре Стад Франса играо и за Олимпик Гиворс, РК Бургоин и Олимпик Кастр. За Француску је одиграо 63 тест мечева и постигао 5 есеја. Са репрезентацијом је освајао престижно такмичење Куп шест нација, а на неким утакмицама био је и капитен.